# Konská (Žilina)
Konská es un municipio del distrito de Žilina en la región de Žilina, Eslovaquia, con una población estimada a final del año 2024 de 1676 habitantes.
Se encuentra ubicado al oeste de la región, cerca del curso alto del río Váh (cuenca hidrográfica del Danubio) y de la frontera con la región de Trenčín.

## Demografía
| Año        | 1994 | 2004     | 2014     | 2024     |
| ---------- | ---- | -------- | -------- | -------- |
| Población  | 1176 | 1350     | 1505     | 1676     |
| Diferencia |      | +14,79 % | +11,48 % | +11,36 % |

| Año        | 2023 | 2024    |
| ---------- | ---- | ------- |
| Población  | 1679 | 1676    |
| Diferencia |      | −0,17 % |